# Kamienica Zajdliczowska w Krakowie
Kamienica Zajdliczowska (znana także jako Kamienica Czeskiego, Kamienica Mączeńskich) – zabytkowa kamienica znajdująca się w Krakowie, w dzielnicy I Stare Miasto przy ulicy Sławkowskiej 4, na Starym Mieście.

## Historia
Kamienica została wzniesiona w XIV wieku jako parterowa. W XV wieku nadbudowano pierwsze piętro oraz dobudowano tylny trakt. W pierwszej ćwierci XVI wieku utrwalił się typowy rozkład wnętrz. W trzeciej ćwierci XVI wieku była własnością kuśnierza J. Cyrusa, a w czwartej ćwierci XVI wieku lekarza królewskiego H. Gedecke. W 1640 została przebudowana i nadbudowana o drugie piętro, wzniesiono też oficynę tylną. Od II połowy XVII wieku do 1716 należała do rodziny Zajdliczów, a następnie do Mączeńskich. W 1736, 1763 i 1850 była remontowana. W trzeciej ćwierci XIX wieku była własnością kupca winnego Z. Miłtowskiego, a następnie przeszła w ręce kupca Jana Kantego Federowicza, późniejszego prezydenta Krakowa. W latach 1887–1888 dokonano przebudowy, podczas której nadbudowano trzecie piętro, przebudowano fasadę na eklektyczną oraz wzniesiono nowe oficyny: boczną i tylną. Przekazano wówczas do Pałacu Pusłowskich dwa zachowane gotycko-renesansowe portale.
8 grudnia 1987 kamienica została wpisana do rejestru zabytków. Znajduje się także w gminnej ewidencji zabytków.

## Architektura
Kamienica posiada cztery kondygnacje. Fasada, ostatecznie ukształtowana w 1888, jest trójosiowa, o symetrycznym układzie osi. Reprezentuje ona styl eklektyczny z zachowanymi licznymi detalami barokowymi. W parterze znajduje się boniowany portal bramny z 1640, ozdobiony łacińskimi sentencjami i XVIII-wieczną figurką Matki Boskiej. W jego nadświetlu umieszczono kratę i napis: "Pan Bóg z nami". Okna pierwszego piętra ozdobione są trójkątnymi frontonami i maszkaronami, drugiego piętra – półkolistymi frontonami i maszkaronami, a trzeciego piętra – gzymsami i kluczami. Budynek wieńczy gzyms koronujący. Na elewacji tylnej zachował się uszaty portal z gmerkiem z inicjałami A. Czeskiego, uszate obramienia okien oraz rzeźbione drewniane słupki okien.
We wnętrzach kamienicy zachowały się m.in.: dekoracja sklepienia sieni oraz XVI-wieczny polichromowany strop, wsparty na sosrębie o manierystycznej dekoracji snycerskiej.